# Július 11.
Július 11. az év 192. (szökőévben 193.) napja a Gergely-naptár szerint. Az évből még 173 nap van hátra.
Névnapok: Lili, Nóra + Amábel, Bence, Bende, Bene, Benedek, Benediktusz, Csende, Csendike, Eleonóra, Elga, Félix, Helga, Helka, Helma, Helza, Holda, Hulda, Lilian, Liliróza, Lilla, Nella, Nelli, Norina, Olga, Olivér, Piusz, Placid, Placida, Ráchel, Ráhel, Rákhel, Rákis, Szederke, Szende, Szendike, Ulrik

## Események
- 1302-ben ekkor vívják az aranysarkantyús csatát, melyben a főként gyalogos katonákból álló flamand sereg súlyos vereséget mért IV. Fülöp francia király lovagseregére.
- 1628 – Ergelics Ferenc kerül a zágrábi püspöki székbe.
- 1693 – 7,4-es erősségű földrengés Szicília délkeleti vidékén. A történelmi Val di Noto tartomány városai elpusztulnak, a halálos áldozatok száma 50 000-re tehető.
- 1849–ben ezen a napon zajlott le a harmadik komáromi csata.
- 1936 – Német–osztrák egyezmény, melynek nyilvános részében az osztrák kormány kötelezettséget vállal, hogy „Ausztria német államnak vallja magát”. (A megállapodás bizalmas részében kijelenti, miszerint kész külpolitikáját „a német kormány külpolitikája békés törekvéseinek figyelembevételével alakítani”.)
- 1967 – Az Anguillai Köztársaság, mint de facto állam megalakulása a Karib-térségben
- 1978 – A Los Alfaques-i katasztrófa. A  spanyolországi, katalóniai Tarragona városa közelében, Alcanarban, egy tengerparti kemping mellett közúti baleset során felrobban egy 25 tonna cseppfolyós propilént szállító tartálykocsi. Az 1000 °C-os tűzfelhőben 217 ember veszti életét, több százan súlyosan megégnek.
- 1987 – A becslések alapján ekkor születik meg a Föld ötmilliárdodik lakója.
- 1988 – Görögországban az Athéntől délre fekvő Éjina szigete közelében terroristák támadást hajtanak végre a City of Poros kirándulóhajó ellen; a merényletben kilenc személy veszti életét, köztük egy magyar házaspár is.
- 1989 – Budapesten megkezdi adását az első magántulajdonú magyar kereskedelmi rádió, a Rádió Bridge.
- 1989 – George H. W. Bush amerikai elnök július 13-ig tartó hivatalos látogatásra Budapestre érkezik és beszédet mond a Kossuth-téren.
- 1995 – A bosznia-hercegovinai Srebrenica mellett a Ratko Mladić vezette Szerb Köztársasági Hadsereg több mint 8700 bosnyákot végez ki.
- 2003 – Elindul a hindi nyelvű Wikipédia.
- 2007 – A pakisztáni hadsereg két napi ostrom után ellenőrzés alá vonja az iszlám fundamentalisták szentélyét, a Vörös Mecsetet; az összecsapások során 73 iszlám fegyveres és kilenc katona esik el.
- 2008 – Az IAU törpebolygóvá nyilvánítja a Makemake égitestet.
- 2019 – Legördül a futószalagról az utolsó VW Bogár.
- 2022 – Megszűnik a Pesti TV.

## Sportesemények
Formula–1
- 1964 –  brit nagydíj, Brands Hatch - Győztes: Jim Clark  (Lotus Climax)
- 1993 –  brit nagydíj, Silverstone - Győztes: Alain Prost  (Williams Renault)
- 1999 –  brit nagydíj, Silverstone - Győztes: David Coulthard  (McLaren Mercedes)
- 2004 –  brit nagydíj, Silverstone - Győztes: Michael Schumacher  (Ferrari)
- 2010 –  brit nagydíj, Silverstone - Győztes: Mark Webber  (Red Bull-Renault)

Futball
- 2010 – Világbajnokság, Dél-afrikai Köztársaság - Győztes: Spanyolország

## Születések
- 1561 – Luis de Góngora y Argote spanyol költő († 1627)
- 1657 – I. Frigyes porosz király, gúnyneve ferde gerince miatt der Schiefe Fritz („ferde Fritz”) volt († 1713)
- 1662 – II. Miksa Emánuel bajor választófejedelem bajor herceg († 1726)
- 1732 – Joseph Jérôme Lefrançais de Lalande francia csillagász († 1807)
- 1767 – John Quincy Adams, az Amerikai Egyesült Államok 6. elnöke, hivatalban 1825–1829-ig († 1848)
- 1798 – Paolo Savi olasz geológus és ornitológus († 1871)
- 1811 – Johann Georg von Hahn osztrák diplomata, filológus, albanológus († 1869)
- 1819 – Reguly Antal magyar etnográfus, nyelvész, utazó († 1858)
- 1857 – Joseph Larmor ír fizikus, matematikus, róla nevezték el a Larmor-precessziót († 1942)
- 1863 – Arany Dániel matematikus, matematikatanár († 1945)
- 1881
  - Jan Szembek lengyel diplomata, nagykövet († 1945)
  - Zerkovitz Béla magyar zeneszerző, színigazgató († 1948)
- 1895 – Ághy Erzsébet Farkas–Ratkó-díjas magyar színésznő († 1948)
- 1900 – Gecse Árpád magyar szobrász, festőművész († 1999)
- 1903 – Rudolf Abel szovjet hírszerző († 1971)
- 1906 – Herbert Wehner német szociáldemokrata politikus, miniszter († 1990)
- 1913 – Szécsi Ferenc magyar rendező, színész, érdemes művész († 1974)
- 1920 – Yul Brynner oroszországi születésű, Oscar-díjas amerikai színész († 1985)
- 1920 – Kozma Pál kertészmérnök, szőlőnemesítő, az MTA tagja († 2004)
- 1922 – Fritz Riess német autóversenyző († 1991)
- 1923 – Ferencz László magyar színész, pantomímművész († 1981)
- 1925 – Nicolai Gedda orosz származású svéd operaénekes (tenor) († 2017)
- 1929 – Hermann Prey német operaénekes, bariton († 1998)
- 1934 – Giorgio Armani olasz divattervező
- 1939 – Kristó Gyula magyar történész, akadémikus († 2004)
- 1941 – Clive Puzey dél-afrikai autóversenyző
- 1942 – Fónagy János magyar jogász, miniszter
- 1943 – Rolf Stommelen német autóversenyző († 1983)
- 1946 – Kun Miklós Széchenyi-díjas magyar történész
- 1951 – Sebők János magyar közgazdász, újságíró, könnyűzenei szakíró († 2013)
- 1952 – Stephen Lang apai ágon magyarországi származású amerikai színész
- 1954 – Bajza Viktória magyar színésznő
- 1958 – Hugo Sánchez mexikói labdarúgó
- 1959 – Suzanne Vega angol énekesnő
- 1959 – Tobias Moretti osztrák színész (Rex felügyelő)
- 1959 – Richie Sambora a Bon Jovi amerikai együttes gitárosa.
- 1960 – Csuja Imre Jászai Mari-díjas magyar színész, érdemes és kiváló művész
- 1964 – Tardos Gábor magyar matematikus
- 1970 – Justin Chambers amerikai színész
- 1970 – Eric Owens amerikai operaénekes (basszbariton)
- 1972 – Michael Rosenbaum amerikai színész
- 1978 – Thomas Stone magyar pornószínész
- 1980 – Ashley Cooper ausztrál autóversenyző († 2008)
- 1985 – Alessandro Terrin olasz úszó
- 1990 – Caroline Wozniacki dán teniszezőnő
- 1990 – Connor Paolo amerikai színész
- 2000 – Manuel magyar rapper

## Halálozások
- 1362 – Świdnicai Anna német-római császárné (*  1339 körül)
- 1451 – Cillei Borbála magyar királyné (* 1392)
- 1382 – Nicolas Oresme francia természettudós, matematikus, fizikus, csillagász, filozófus és lisieux püspöke (* 1325)
- 1860 – Marastoni Jakab velencei származású magyar festőművész, litográfus (* 1804)
- 1889 – Reviczky Gyula magyar író, költő (* 1855)
- 1920 – Eugénia francia császárné, III. Napóleon felesége (* 1826)
- 1937 – George Gershwin amerikai zeneszerző, zongoraművész („Rhapsody in Blue”) (* 1898)
- 1945 – Ács Lipót festő, keramikus, etnográfus (* 1868)
- 1950 – Huzella Tivadar orvos, biológus, hisztológus, (* 1886)
- 1951 – Tegzes László magyar cserkészvezető, jogász, újságíró, országgyűlési képviselő (* 1907)
- 1969 – Madarász László magyar színész (* 1903)
- 1970 – Kiss Árpád parlamenti képviselő, miniszter (* 1918)
- 1970 – Agustín Muñoz Grandes spanyol tábornok, falangista politikus, a Kék Hadosztály parancsnoka (* 1896)
- 1971 – Pedro Rodríguez mexikói autóversenyző (* 1940)
- 1973 – Robert Ryan amerikai színész (* 1909)
- 1980 – Bolesław Woytowicz lengyel zeneszerző, zongoraművész és zenepedagógus (* 1899)
- 1981 – Bilicsi Tivadar magyar színész, komikus (* 1901)
- 1981 – Molnár C. Pál magyar festőművész (* 1894)
- 1988 – Pálffy József magyar földbirtokos, főispán, országgyűlési képviselő (* 1904)
- 1989 – Sir Laurence Olivier angol színész, rendező (* 1907)
- 1990 – Herbert Wehner német szociáldemokrata politikus, miniszter (* 1906)
- 2005 – Jesus Iglesias argentin autóversenyző (* 1922)
- 2007 – Imre István magyar báb- és animációs filmrendező (* 1928)
- 2010 – Kállai Ferenc Kossuth-díjas magyar színész, a nemzet színésze (* 1925)
- 2012 – Liska Dénes magyar író, dramaturg, televíziós szerkesztő (* 1927)
- 2016 – Takács Nándor magyar karmelita szerzetes, székesfehérvári katolikus püspök (* 1927)
- 2017 – Schubert Éva Kossuth-díjas magyar színésznő, érdemes művész (* 1931)
- 2023 – Milan Kundera cseh–francia író, drámaíró, költő, esszéista (* 1929)
- 2024 – Joó Piroska magyar színésznő, fotómodell (* 1941)
- 2024 – Shelley Duvall amerikai színésznő (* 1949)

## Nemzeti ünnepek, emléknapok, világnapok
- 2004 óta: az ENSZ népesedési világnapja.
- Mongólia: a forradalom győzelmének évfordulója, a Nádam (Наадам) fesztivál kezdőnapja.
- Belgiumban a Flamand közösség napja
- Nursiai Szent Benedek (a bencés rend alapítójának) napja.
- Szent Mangin Leó-Ignác (1857–1900) francia jezsuita pap és kínai vértanútársainak emléknapja